# Glyptopetalum lawsonii
Espèce
Statut de conservation UICN

 VU B1+2c : Vulnérable
Glyptopetalum lawsonii est une espèce de plantes de la famille des Celastraceae.

## Publication originale
- Bulletin of Miscellaneous Information, Royal Gardens, Kew 1916: 131. 1916.